# Liste der denkmalgeschützten Objekte in Falkenstein (Niederösterreich)
Die Liste der denkmalgeschützten Objekte in Falkenstein enthält die 23 denkmalgeschützten, unbeweglichen Objekte der niederösterreichischen Marktgemeinde Falkenstein im Bezirk Mistelbach.

## Denkmäler
| Foto |                 | Denkmal                                                                | Standort                                            | Beschreibung | Metadaten |
| ---- | --------------- | ---------------------------------------------------------------------- | --------------------------------------------------- | --- | --- |
| ja   | Datei hochladen | Ruine Falkenstein HERIS-ID: 33840 Objekt-ID: 31591                     | Falkenstein Standort KG: Falkenstein                | Die vermutlich um 1050 gegründete Burg wurde vor 1621 stark ausgebaut. Nach der Eroberung durch die Schweden 1645 im Dreißigjährigen Krieg blieb sie unbewohnt. | BDA-Hist.: Q320907 Status: Bescheid Stand der BDA-Liste: 2025-06-30 Name: Ruine Falkenstein GstNr.: 1216 Burgruine Falkenstein |
| ja   | Datei hochladen | Hotel, ehem. Pfarrhof HERIS-ID: 13211 Objekt-ID: 9382                  | Falkenstein 1 Standort KG: Falkenstein              | Der ehemalige Pfarrhof, ursprünglich Teil einer mittelalterlichen Wehranlage, stammt im Kern aus dem 12. Jahrhundert und wurde im 16./17. Jahrhundert erhöht und ausgebaut. | BDA-Hist.: Q38172671 Status: Bescheid Stand der BDA-Liste: 2025-06-30 Name: Hotel, ehem. Pfarrhof GstNr.: 2/1, 3/1 Pfarrhof (Falkenstein) |
| ja   | Datei hochladen | Wohnhaus, ehem. Spitalhof HERIS-ID: 45533 Objekt-ID: 46900             | Falkenstein 14 Standort KG: Falkenstein             | Das ehemalige Bürgerspital, das urkundlich erstmals 1380 erwähnt wurde, ist ein ursprünglich mittelalterliches und seitdem stark verändertes Gebäude. | BDA-Hist.: Q38016596 Status: Bescheid Stand der BDA-Liste: 2025-06-30 Name: Wohnhaus, ehem. Spitalhof GstNr.: 252 |
| ja   | Datei hochladen | Figurenbildstock hl. Leopold HERIS-ID: 13220 Objekt-ID: 9392           | gegenüber Falkenstein 32 Standort KG: Falkenstein   | Die Statue des Heiligen wurde laut Stifterinschrift im Jahre 1803 errichtet. | BDA-Hist.: Q38172932 Status: § 2a Stand der BDA-Liste: 2025-06-30 Name: Figurenbildstock hl. Leopold GstNr.: 3233/1 Hl. Leopold (Falkenstein) |
| ja   | Datei hochladen | Mariensäule Maria Immaculata HERIS-ID: 13217 Objekt-ID: 9389           | gegenüber Falkenstein 33 Standort KG: Falkenstein   | Die Immaculata-Säule ist mit der Jahreszahl 1876 bezeichnet. Sie wurde 1909 renoviert. | BDA-Hist.: Q38172869 Status: § 2a Stand der BDA-Liste: 2025-06-30 Name: Mariensäule Maria Immaculata GstNr.: 3233/1 Mariensäule (Falkenstein) |
| ja   | Datei hochladen | Rathaus mit Ummauerung HERIS-ID: 13213 Objekt-ID: 9385                 | Falkenstein 60 Standort KG: Falkenstein             | Das Spätrenaissance-Bauwerk wurde im dritten Viertel des 16. Jahrhunderts errichtet. Von 1945 bis 1949 erfolgte nach schweren Beschädigungen im Zweiten Weltkrieg eine Restaurierung. Der holzgetäfelte Rathaussaal ist mit der Jahreszahl 1668 bezeichnet.                      | BDA-Hist.: Q38172743 Status: § 2a Stand der BDA-Liste: 2025-06-30 Name: Rathaus mit Ummauerung GstNr.: 48/1, 48/2, 45 |
| ja   | Datei hochladen | Abendmahlskapelle HERIS-ID: 13212 Objekt-ID: 9384                      | bei Falkenstein 75 Standort KG: Falkenstein         | Die schlichte Wegkapelle besitzt einen barock geschwungenen Giebel. | BDA-Hist.: Q38172726 Status: § 2a Stand der BDA-Liste: 2025-06-30 Name: Abendmahlskapelle GstNr.: 3233/3 |
| ja   | Datei hochladen | Bildstock HERIS-ID: 13226 Objekt-ID: 9398                              | Kalvarienberg Standort KG: Falkenstein              | | BDA-Hist.: Q38173099 Status: § 2a Stand der BDA-Liste: 2025-06-30 Name: Bildstock GstNr.: 3254 Bildstock am Kalvarienberg (Falkenstein) |
| ja   | Datei hochladen | Höhensiedlung Schlossberg Falkenstein HERIS-ID: 21568 Objekt-ID: 17888 | Schlossberg Standort KG: Falkenstein                | Am Burgberg sind Siedlungsspuren des Neolithikums, der Bronzezeit und der Latènezeit nachgewiesen. Auf dem sogenannten Schanzboden lag im Neolithikum eine ausgedehnte Befestigungsanlage, in deren Bereich auch Spuren von bronze- und neuzeitlichen Siedlungen vorhanden sind. | BDA-Hist.: Q37863534 Status: Bescheid Stand der BDA-Liste: 2025-06-30 Name: Höhensiedlung Schlossberg Falkenstein GstNr.: 1180, 1181, 1186/1, 1186/2, 1186/3, 1186/4, 1187, 1189, 1190, 1191, 1192/1, 119/2, 1193, 1194, 1195, 1196, 1197, 1198, 1199, 1200, 1201, 1202, 1203, 1204/1, 1204/2, 1205, 1217/1, 1217/2, 1217/3, 1218/1, 1218/2, 1219, 1220/1, 1220/2, 1320, 1321, 1322, 1323, 1324, 1325, 1326, 1327, 1328/1, 1328/2, 1329, 1330, 1331, 1332, 1333/1, 1333/2, 1333/4, 1334/1 |
| ja   | Datei hochladen | Figurenbildstock hl. Johannes Nepomuk HERIS-ID: 13216 Objekt-ID: 9388  | Standort KG: Falkenstein                            | Der Bildstock hl. Johannes Nepomuk ist mit der Jahreszahl 1745 bezeichnet. | BDA-Hist.: Q38172813 Status: § 2a Stand der BDA-Liste: 2025-06-30 Name: Figurenbildstock hl. Johannes Nepomuk GstNr.: 3233/3 Hl Nepomuk (Falkenstein) |
| ja   | Datei hochladen | Bildstock HERIS-ID: 13218 Objekt-ID: 9390                              | gegenüber Dörfl 119 Standort KG: Falkenstein        | | BDA-Hist.: Q38172879 Status: § 2a Stand der BDA-Liste: 2025-06-30 Name: Bildstock GstNr.: 3236/1 |
| ja   | Datei hochladen | Kalvarienberg und Kreuzweg HERIS-ID: 13219 Objekt-ID: 9391             | Falkenstein 3, in der Nähe Standort KG: Falkenstein | Die um 1670/1680 geschaffenen barocken Sandsteinfiguren des Bildhauers Ferdinand Pfaundler wurden 1854 renoviert und um weitere Figuren ergänzt. | BDA-Hist.: Q38172915 Status: § 2a Stand der BDA-Liste: 2025-06-30 Name: Kalvarienberg und Kreuzweg GstNr.: 1409 Kalvarienberg (Falkenstein) |
| ja   | Datei hochladen | Kath. Pfarrkirche hl. Jakobus d. Ä. HERIS-ID: 13209 Objekt-ID: 9379    | Falkenstein 76, bei Standort KG: Falkenstein        | Die frühbarocke Saalkirche wurde um 1670 erbaut und 1678 geweiht, wobei der aus der Mitte des 13. Jahrhunderts stammende romanisch-gotische Wehrturm des Vorgängerbaus beibehalten und Mauerwerkteile des Vorgängerbaus integriert wurden.                                       | BDA-Hist.: Q17126917 Status: § 2a Stand der BDA-Liste: 2025-06-30 Name: Kath. Pfarrkirche hl. Jakobus d. Ä. GstNr.: 1/3 Pfarrkirche hl. Jakobus d. Ä., Falkenstein |
| ja   | Datei hochladen | Treppenanlage und Friedhof mit Karner HERIS-ID: 13210 Objekt-ID: 9380  | Falkenstein 2, gegenüber Standort KG: Falkenstein   | Die Treppenanlage führt zur Kirche, an deren nördlicher Seite sich der weitläufige Friedhof erstreckt. Dort befindet sich die Gruft der Familie Bartenstein aus dem Jahr 1853 sowie ein Tonnengewölbe der früheren Georgskapelle, welches als Karner diente.                     | BDA-Hist.: Q38172633 Status: § 2a Stand der BDA-Liste: 2025-06-30 Name: Treppenanlage und Friedhof mit Karner GstNr.: 1/1 Friedhof Falkenstein, Lower Austria |
| ja   | Datei hochladen | Bildstock HERIS-ID: 13221 Objekt-ID: 9393                              | bei Dörfl 111 Standort KG: Falkenstein              | An der westlichen Ortsausfahrt befindet sich ein Tabernakelbildstock aus der Zeit um 1600. Sein schlanker Pfeiler hat eingeschnittene Sonnen(?)scheiben und wird von einem Nischenaufsatz mit steinernem Doppelkreuz bekrönt.                                                    | BDA-Hist.: Q38172939 Status: § 2a Stand der BDA-Liste: 2025-06-30 Name: Bildstock GstNr.: 3272/2 |
| ja   | Datei hochladen | Figurenbildstock hl. Florian HERIS-ID: 13223 Objekt-ID: 9395           | Standort KG: Falkenstein                            | Die Statue des Heiligen ist mit der Jahreszahl 1803 bezeichnet. | BDA-Hist.: Q38173016 Status: § 2a Stand der BDA-Liste: 2025-06-30 Name: Figurenbildstock hl. Florian GstNr.: 3233/1 |
| ja   | Datei hochladen | Ehem. Pranger HERIS-ID: 13225 Objekt-ID: 9397                          | Standort KG: Falkenstein                            | Der Pranger in der Kellergasse stand ursprünglich auf dem Marktplatz. Die Fahne an der Spitze zeigt die Jahreszahl 1177. | BDA-Hist.: Q38173061 Status: § 2a Stand der BDA-Liste: 2025-06-30 Name: Ehem. Pranger GstNr.: 3233/1 |
| ja   | Datei hochladen | Bildstock HERIS-ID: 87345 Objekt-ID: 101743                            | Neuer Weg Standort KG: Falkenstein                  | An der östlichen Ortseinfahrt steht ein zweigeschoßiger barocker Pfeiler. In seiner Rundnische befindet sich eine Figur des hl. Florian. | BDA-Hist.: Q37719662 Status: § 2a Stand der BDA-Liste: 2025-06-30 Name: Bildstock GstNr.: 3233/5 |
| ja   | Datei hochladen | Figurenbildstock Roland HERIS-ID: 87348 Objekt-ID: 101746              | bei Kellergasse 201 Standort KG: Falkenstein        | Die Roland-Steinfigur stammt vermutlich aus dem 16. Jahrhundert. | BDA-Hist.: Q37719679 Status: § 2a Stand der BDA-Liste: 2025-06-30 Name: Figurenbildstock Roland GstNr.: 3234/1 Roland (Falkenstein) |
| ja   | Datei hochladen | Figurenbildstock hl. Sebastian HERIS-ID: 87355 Objekt-ID: 101754       | Falkenstein 3, in der Nähe Standort KG: Falkenstein | Die Statue des Auferstandenen ist eine spätere Ergänzung zum Kreuzweg des Tiroler Bildhauers Ferdinand Pfaundler. Anmerkung: Name ist irreführend | BDA-Hist.: Q37719719 Status: § 2a Stand der BDA-Liste: 2025-06-30 Name: Figurenbildstock hl. Sebastian GstNr.: 1409 Kalvarienberg (Falkenstein) |
| ja   | Datei hochladen | Hl. Grabkapelle HERIS-ID: 87356 Objekt-ID: 101755                      | Standort KG: Falkenstein                            | Die Grabkapelle (Dehio: Abendmahlskapelle) ist eine schlichte, gerade geschlossene Wegkapelle mit barock geschwungenem Giebel. | BDA-Hist.: Q37719731 Status: § 2a Stand der BDA-Liste: 2025-06-30 Name: Hl. Grabkapelle GstNr.: 1409 Kalvarienberg (Falkenstein) |
| ja   | Datei hochladen | Figurenbildstock Engel HERIS-ID: 87359 Objekt-ID: 101758               | Standort KG: Falkenstein                            | Der Schutzengel ist eine spätere Ergänzung zum Kreuzweg des Tiroler Bildhauers Ferdinand Pfaundler. | BDA-Hist.: Q37719746 Status: § 2a Stand der BDA-Liste: 2025-06-30 Name: Figurenbildstock Engel GstNr.: 1409 Kalvarienberg (Falkenstein) |
| ja   | Datei hochladen | Lourdesgrotte HERIS-ID: 87361 Objekt-ID: 101760                        | Standort KG: Falkenstein                            | Die der Lourdesgrotte nachempfundene Andachtsstätte wurde im Jahre 1908 erbaut. | BDA-Hist.: Q37719769 Status: § 2a Stand der BDA-Liste: 2025-06-30 Name: Lourdesgrotte GstNr.: 1403 Lourdesgrotte Falkenstein |